# Gibellula mainsii
Gibellula mainsii är en svampart som beskrevs av Samson & H.C. Evans 1992. Gibellula mainsii ingår i släktet Gibellula och familjen Cordycipitaceae.   Inga underarter finns listade i Catalogue of Life.